# Enicospilus polemus
Enicospilus polemus là một loài tò vò trong họ Ichneumonidae.